# Фалькони, Фандер
Фандер Фалькони Бенитес (исп. Fander Falconí; 19 сентября 1962, Кито) — эквадорский политический, государственный и дипломатический деятель, экономист.

## Биография
Изучал экономику в Папском католическом университете Эквадора. Имеет степень доктора экологических наук Автономного университета Барселоны. Работал научным координатором программы по экономике развития и исследованиям независимой международной образовательной организации для Латинской Америки и Карибского бассейна (FLACSO).
Левый политик. Выступал за образование единого латиноамериканского блока и борьбу с гегемонией США.
С января 2007 года был национальным секретарем по планированию. В декабре 2008 года назначен министром иностранных дел, торговли и интеграции Эквадора. В январе 2010 года ушёл отставку из-за разногласий с президентом Рафаэлем Корреа в отношении предложенного министром плана по охране Амазонки. 
В 2017—2018 годах занимал пост министра образования в правительстве Ленина Морено.
Член редколлегии Иберо-американского журнала экологической экономики.

## Избранные публикации
- Integrated Assessment of the Recent Economic History of Ecuador;
- Population and Environment. Volume 22, Number 3 (2001);
- Economía y desarrollo sostenible: Matrimonio feliz o divorcio anunciado (2002);
- Antología de Economía Ecuatoriana, con Julio Oleas (2002);
- Al sur de las decisiones, Enfrentando la crisis del Siglo XXI (2014);
- Solidaridad Sostenible. La codicia es indeseable (2017).